# تیپ ۸۱۰ هحاریم
تیپ ۸۱۰ هحاریم (انگلیسی: HeHarim Brigade) تیپ هحاریم، تیپ کوه‌ها یا تیپ کوهستانی یک تیپ پیاده‌نظام نیروی زمینی اسرائیل، زیرمجموعه فرماندهی شمالی و تحت امر لشکر ۲۱۰ باشان است، که در جنگ کوهستانی تخصص دارد. این یگان در زمینه ضد شورش، فرماندهی و کنترل کیفیت در مناطق شهری، جنگ بیابانی، حمله با تاکتیک‌های واحدهای کوچک و عملیات شناسایی در مناطق صعب‌العبور فعالیت می‌کند.
تیپ هحاریم در سال ۲۰۲۴ به فرماندهی سرهنگ لیرون اپلمن تأسیس شد و از یگان‌های تازه تأسیس ارتش اسرائیل به‌شمار می‌آید، که جایگزین تیپ ۸۱۰ منطقه‌ای حرمون شد. این تیپ وظیفه حفاظت از مناطق کوه هرمون و مزارع شبعا را برعهده دارد.
تیپ هحاریم در حفظ عملیات امنیت مرزی، نبرد در زمین‌های صعب‌العبور و جنگ در مناطق کوهستانی، همچنین جنگ شهری تخصص دارد. به گفته نیروهای دفاعی اسرائیل، تیپ هحاریم به منظور ارائه واکنش عملیاتی با کیفیت بالا در جبهه‌های لبنان و سوریه تأسیس شده است.